# 용하중학교
용하중학교(龍下中學校)는 대한민국 강원특별자치도 양구군 국토정중앙면 용하리에 있는 공립 중학교이다.

## 학교 연혁
- 1982년 11월 29일 : 양구중학교 남면 분교장 설립인가
- 1983년 4월 12일 : 양구중학교 남면 분교장 개교
- 1985년 12월 24일 : 용하중학교 설립인가(6학급)
- 1986년 3월 14일 : 용하중학교 개교
- 2025년 1월 3일 : 제39회 졸업식(2명, 총계 1,359명)
- 2025년 3월 1일 : 제21대 최종복 교장 부임
- 2025년 3월 4일 : 2025학년도 입학식(1명)

## 참고 자료
- 용하중학교 - 한국교육학술정보원 학교알리미